# Plaza de los Refinadores
La plaza de los Refinadores es un espacio público de la ciudad española de Sevilla.

## Descripción
La plaza tiene entrada por las calles Mariscal y Mezquita y el paseo de Catalina de Ribera.
Ostentó también el título de «plaza de los Afinadores». Aparece descrita en la Noticia histórica del origen de los nombres de las calles de esta ciudad de Sevilla (1839) de Félix González de León con las siguientes palabras:

Plaza de los Refinadores. En el cuartel B. y parroquia de Sta. Cruz: se llamó de Afinadores, y ni uno ni otro nombre averiguo su origen, porque no hallo memorias de que uno ni otro arte estuviese nunca en esta plaza. En medio de ella hay una cruz grande de madera sobre su peana de material. La plaza es pequeña, perteneció á la antigua Alhamia de los judios, y está situada junto á la muralla izquierda de la puerta de la Carne.
(González de León, 1839, pp. 116-117)